# Hohes Kreuz
Hohes Kreuz es un municipio situado en el distrito de Eichsfeld, en el estado federado de Turingia (Alemania), a una altitud de 350 metros. Su población a finales de 2016 era de unos 1300 habitantes y su densidad poblacional, 72 hab/km².
Se encuentra ubicado cerca de la frontera con el estado de Baja Sajonia.